# Isola delle Rose
La Repubblica Esperantista dell'Isola delle Rose (in esperanto Esperanta Respubliko de la Insulo de la Rozoj), nota semplicemente come Isola delle Rose (Insulo de la Rozoj) è stata una micronazione ideata dall'ingegnere bolognese Giorgio Rosa nel 1958 e terminata nel 1969, costituita da una piattaforma artificiale di 400 m² sita nel mare Adriatico, a 11612 m al largo della costa tra Rimini e Bellaria-Igea Marina e 500 m al di fuori delle acque territoriali italiane dell'epoca.
Sebbene il 1º maggio 1968 si autoproclamasse Stato indipendente e si fosse dotata di una lingua ufficiale (l'esperanto), un governo, una moneta e un'emissione postale, non fu mai riconosciuta da alcun Paese del mondo come Stato sovrano.
L'esperienza della micronazione terminò il 26 giugno 1968 con l'occupazione da parte delle forze di polizia italiane e il blocco navale, con la definitiva demolizione nel febbraio seguente. L'episodio venne lentamente dimenticato, considerato per decenni solo come un tentativo di "urbanizzazione" del mare per ottenere vantaggi di natura commerciale e fiscale; solo a partire dal primo decennio del 2000 esso è stato oggetto di ricerche e riscoperte documentarie imperniate invece sul presunto aspetto utopico della sua genesi.
Ci sono analogie con il Principato di Sealand costituito nel 1967.

## Nome
L'entità che si voleva costituire sulla piattaforma artificiale prese il nome, in esperanto, di Libera Teritorio de la Insulo de la Rozoj (in italiano «Libero Territorio dell'Isola delle Rose»), trasformatosi poi in Esperanta Respubliko de la Insulo de la Rozoj (Repubblica Esperantista dell'Isola delle Rose).
Si ritiene che il termine Rozoj (in italiano «rose») sia stato mutuato dal cognome di Giorgio Rosa, progettista e costruttore della piattaforma artificiale, nonché ideatore e ispiratore dell'entità statale, oltre che dalla sua volontà di «veder fiorire le rose sul mare».

## Geografia

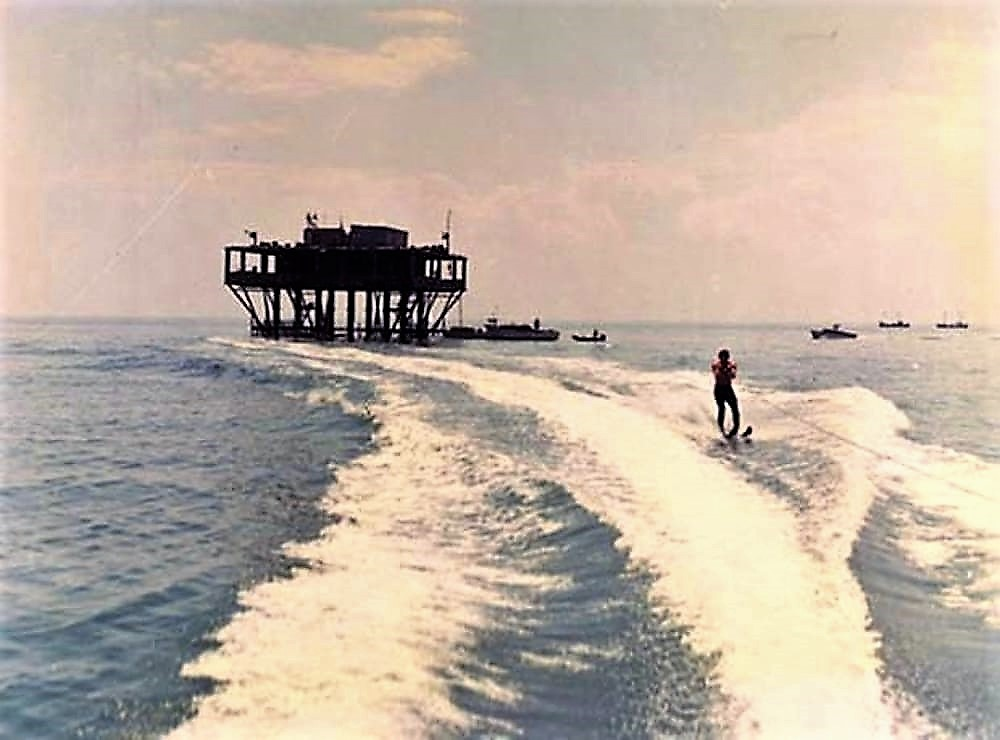
L'Isola delle Rose subito dopo l'inaugurazione

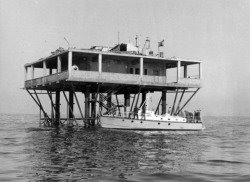
L'Isola delle Rose in attività con motoscafo in attracco.

La piattaforma sorse in prossimità di Torre Pedrera, nel comune di Rimini, 6,27 miglia nautiche (11,61 km) al largo della costa italiana, dunque 500 metri al di fuori delle acque territoriali italiane vigenti all'epoca.
L'Isola confinava esclusivamente con acque internazionali, ad eccezione del lato sud-ovest dove avevano limite le acque territoriali italiane. La superficie dell'Isola delle Rose era di 400 m² (0,0004 km²), mentre quella delle sue "acque territoriali" di 62,54 km².
In posizione simile, a circa 16 km dalla costa, si trovano le piattaforme metanifere dell'Eni "Azalea A" (44°10′16″N 12°42′52″E) e "Azalea B" (44°09′50″N 12°43′12″E).

## Storia

### La creazione della base

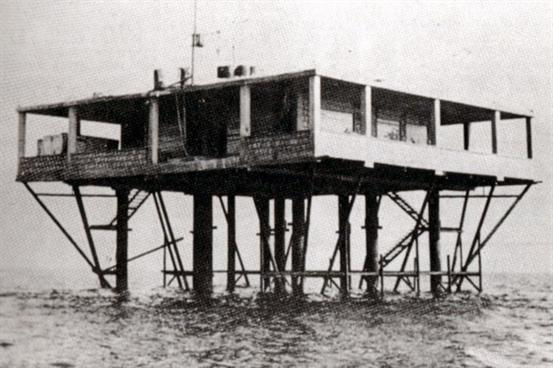
L'Isola delle Rose in costruzione.

Nel 1958 l'ingegnere bolognese Giorgio Rosa pensò di costruire un telaio di tubi in acciaio ben saldati a terra, da trasportare in galleggiamento fino al punto prescelto (fuori dalle acque territoriali italiane) e installarlo. Si costituì dunque la SPIC (Società Sperimentale per Iniezioni di Cemento), con presidente Gabriella Chierici, moglie dell'ingegnere e direttore tecnico. La prima ispezione del punto prescelto, al largo di Rimini, a circa 11,5 km dalla linea di costa, avvenne tra il 15 e il 16 luglio 1958, utilizzando un sestante e allineandosi con il faro del grattacielo di Rimini.
Giorgio Rosa ipotizzò per la posa della sua isola di alzare il basso fondale marino con un sistema di dragaggio della sabbia trattenuta da alghe. I sopralluoghi avvennero utilizzando un natante, costruito in acciaio e propulso con un motore di una Fiat 500, e proseguirono per tutta l'estate del 1960, con frequenza bisettimanale, avendo come base un capanno sul molo di Rimini.
Nell'estate del 1962 però, per problemi tecnici e finanziari, l'impresa si bloccò; inoltre nell'ottobre dello stesso anno fu intimato dalle autorità italiane di rimuovere qualsiasi ostacolo alla navigazione.
Il 30 maggio 1964 furono contattate le capitanerie di porto di Rimini, Ravenna e Pesaro, rispettivamente per opzionare gli spazi in banchina, per i rifornimenti di gasolio e per la costruzione della struttura dell'isola presso i cantieri navali e per la pubblicazione dell'avviso ai naviganti per la segnalazione della presenza di strutture.

### La dichiarazione d'indipendenza

L'Isola a costruzione ultimata.

Per tutto il 1965 e il 1966 proseguirono i lavori di armamento della struttura, ma molto lentamente, poiché per le avverse condizioni meteomarine si poteva operare per non più di circa tre giorni a settimana.
Il 23 novembre 1966 la capitaneria di porto di Rimini intimò di cessare i lavori privi di autorizzazione, poiché la zona era in concessione all'Eni. Il successivo 23 gennaio anche la polizia s'interessò della vicenda, richiedendo conferma che si trattava di lavori sperimentali. Il 20 maggio 1967 alla profondità di 280 metri dal piano di calpestio dell'isola fu trovata, per perforazione, una falda di acqua dolce. Il 20 agosto 1967 l'isola venne aperta al pubblico.
Intanto sull'isola i lavori continuavano: sui pali fu gettato un piano in laterizio armato alto 8 metri sul livello del mare su cui vennero eretti dei muri che delimitavano dei vani. L'area a disposizione era di 400 m². S'iniziò una soprelevazione di un secondo piano, che doveva concludersi, in previsione, in cinque piani. Fu attrezzata anche l'area di sbarco dei battelli (la "Haveno Verda", in italiano il "Porto Verde") – che avveniva tramite banchine e scale – con dei tubi di gomma pieni di acqua dolce (con peso specifico, quindi, minore, di quello dell'acqua di mare e galleggianti) per tranquillizzare lo specchio d'acqua destinato allo sbarco; questa soluzione era già stata adottata da analoghe piattaforme al largo di Londra.
L'isola artificiale dichiarò unilateralmente l'indipendenza il 1º maggio 1968, con Giorgio Rosa come presidente.

### Dopo la dichiarazione d'indipendenza
La dichiarazione di Giorgio Rosa fu resa pubblica con una conferenza stampa solo il 24 giugno 1968.
La primavera riminese del 1968, come la successiva estate, vide traffico marittimo dalla costa italiana verso l'Isola delle Rose e viceversa, destando crescente preoccupazione da parte delle forze dell'ordine italiane.
Le azioni di Rosa furono viste dal governo italiano come uno stratagemma per raccogliere i proventi turistici senza il pagamento delle relative tasse, dato che l'Isola delle Rose era facilmente raggiungibile dalla costa italiana.
Presto la Repubblica Italiana dispose un pattugliamento di motovedette della Guardia di Finanza e della capitaneria di porto vicino alla piattaforma, impedendo a chiunque, costruttori compresi, di attraccarvi, di fatto ottenendo un blocco navale.
In quel momento l'Isola delle Rose aveva soltanto un abitante stabile, Pietro Bernardini, che, dopo aver naufragato nel mare Adriatico durante una tempesta, raggiunse la sicurezza della piattaforma dopo otto ore in mare; successivamente prese in affitto la piattaforma per un anno.
Il 21 giugno 1968 Rosa ebbe un colloquio con il capitano Barnabà del Servizio informazioni difesa, il servizio segreto militare italiano.
Nel corso dell'estate del 1968 pare che la micronazione si fosse dotata (o avesse intenzione di dotarsi) di una propria piccola stazione radiofonica in onde medie, presumibilmente al fine di disporre di un mezzo d'informazione per sensibilizzare l'opinione pubblica sulla propria causa e per contrastare le azioni repressive del governo italiano.

### La demolizione
Qualsiasi fosse il motivo reale dietro la micronazione di Rosa, il governo italiano rispose rapidamente e con decisione: il 25 giugno 1968, 55 giorni dopo la dichiarazione d'indipendenza, una decina di pilotine della polizia con agenti della Polizia, dei Carabinieri e della Guardia di Finanza circondarono la piattaforma e ne presero possesso, senza alcun atto di violenza. All'isola fu vietato qualunque attracco e non fu consentito al guardiano Pietro Ciavatta e a sua moglie, uniche persone al momento sull'isola, di sbarcare a terra.
Il "Governo della Repubblica Esperantista dell'Isola delle Rose" inviò un telegramma al Presidente della Repubblica Italiana Giuseppe Saragat per lamentare «la violazione della relativa sovranità e la ferita inflitta sul turismo locale dall'occupazione militare», venendo ignorato. Il 5 luglio 1968 Stefano Menicacci, deputato del Movimento Sociale Italiano, inoltrò a Franco Restivo (DC), ministro dell'interno del secondo governo Leone, in carica dal 24 giugno 1968, la seguente interrogazione:
Inoltre, l'interrogante chiede di sapere se risponde a verità che la capitaneria del porto di Rimini già oltre un anno or sono per ordine del Ministro aveva impartito l'ordine di sospensione dei lavori e i motivi per i quali gli stessi, contravvenendo all'ordine ministeriale, non solo sono proseguiti, ma hanno portato ad una costruzione con condizioni di abitabilità, arredamento di negozi, stampigliatura di francobolli, apposizione di bandiera e conio di moneta, sino a far presumere l'esistenza di uno Stato-burletta nello Stato italiano.
L'interrogante, inoltre, chiede di sapere in quale maniera intende intervenire con la massima energia per la tempestiva osservanza in casi del genere del codice della navigazione e delle leggi della Repubblica, oltre che per il rispetto - insieme all'ordinamento giuridico nazionale - dell'autorità statale anche al fine di non arrecare "a posteriori" pregiudizi economici e morali contro le iniziative incontrollate di terzi.»
(Stefano Menicacci, Interrogazione Parlamentare (3-00077) MENICACCI)

Il 10 luglio 1968 Nicola Pagliarani, deputato del Partito Comunista Italiano, inoltrò al ministro Restivo la seguente interrogazione:
(Nicola Pagliarani, Interrogazione Parlamentare (4-00473) PAGLIARANI)
Un giorno più tardi, l'11 luglio, le autorità italiane permisero a Ciavatta e sua moglie di sbarcare a Rimini.
Il 7 agosto seguente Rosa fu interrogato dal dottor Mariani della questura di Bologna e il giorno dopo fu emesso il dispaccio n. 519601/1.20 del Ministero della marina mercantile (il ministro pro tempore era Giovanni Spagnolli, senatore della Democrazia Cristiana), indirizzato alla capitaneria di porto di Rimini, con cui si notificava alla S.P.I.C., nelle persone del suo presidente Gabriella Chierici e del suo direttore tecnico Giorgio Rosa, di provvedere a demolire il manufatto costruito al largo di Rimini, con l'avvertimento che altrimenti si sarebbe proceduto d'ufficio allo smantellamento.
Il 27 agosto Rosa notificò un ricorso in sede giurisdizionale di due pagine (il n. 756/68) firmato da Chierici, in qualità di presidente della S.P.I.C., e dagli avvocati Elvio Fusaro ed Enzo Bruzzi alla capitaneria di Porto di Rimini per conoscenza e all'indomani lo consegnò all'Ufficio Ricorsi del Consiglio di Stato a Roma con la richiesta di sospensiva al decreto n. 2/1968 del 16 agosto 1968. La nota fu presa in esame dai professori Letizia e Ceccherini.
Il 4 settembre Umberto Lazzari, di Radio Monte Ceneri, interpellò il relatore del Consiglio di Stato, che assicurò un esito favorevole a Rosa.
Il 21 e 22 settembre vennero indicati i nomi dei componenti della 6ª sezione del Consiglio di Stato che doveva giudicare.
Il 24 settembre la Commissione speciale del Consiglio di Stato produsse un parere favorevole a un quesito posto dal Ministero della marina mercantile circa i provvedimenti da adottare per la rimozione dell'isola.
Il 27 settembre venne trattato in prima udienza il ricorso; una seconda seduta si tenne l'8 ottobre, e in questa sede il ricorso venne respinto; il relatore Mario Gora e il consigliere Lorenzo Cuonzo, si seppe in seguito, votarono favorevolmente al ricorso.
Intanto il 30 settembre 1968 le autorità governative italiane stimarono (con un preventivo) che la demolizione dell'isola sarebbe costata circa 31 milioni di lire.
Il 6 ottobre l'avv. Praga propose a Rosa di interessare Nicola Catalano, già giudice della Corte di Giustizia delle Comunità europee dal 1958 al 1962, per un ricorso al Consiglio d'Europa di Strasburgo.
Il 15 ottobre a Rosa fu comunicato dal brigadiere Biscardi di Bologna e da Olivieri, capo ufficio postale di Via de' Toschi n. 4 in Bologna, che giacevano in quell'ufficio postale, provenienti da Copenaghen, riviste e documenti per l'Isola delle Rose.
Il 1º novembre di quell'anno furono interessati anche Giovanni Bersani, delegato all'Assemblea parlamentare della CEE nella Democrazia Cristiana, e Cleto Cucci del Foro di Rimini.
Il 18 novembre Nicola Catalano, insieme con Cleto Cucci, decisero di chiedere l'Accertamento Tecnico Preventivo sull'isola.
Il 26 novembre Catalano ebbe un colloquio con Renato Zangheri, del Partito Comunista Italiano, che sarebbe stato sindaco di Bologna dal 1970 al 1983, il quale «sostiene che dietro a me [Giorgio Rosa, N.d.R.] c'è una Potenza straniera», si vociferò persino l'Albania comunista di Enver Hoxha, all'epoca già fuori dal Patto di Varsavia.
Il 29 novembre arrivò a Rimini un pontone della Marina Militare Italiana, che si occupò di sbarcare a terra tutto quanto vi era di trasportabile dall'isola. Sul pontone si prepararono anche le cariche di esplosivo da collocare sull'isola per la demolizione. Nella stessa giornata, Catalano, a Parigi, venne informato telefonicamente del precipitare degli eventi da Praga.
Anche Berti perorò la causa dell'Isola delle Rose con l'onorevole Luigi Preti, che però non volle impegnarsi. Il 17 dicembre 1968 si ebbe un incontro tra l'avvocato Roma e Gozzi dell'avvocatura dello Stato di Bologna da cui risultò che «si vocifera che il governo italiano ne fa una questione di principio».
Il 22 gennaio 1969 il pontone della Marina militare salpò per l'Isola delle Rose per la posa dell'esplosivo necessario alla sua distruzione.
Rosa rilasciò una durissima intervista ad Amedeo Montemaggi di Rimini de Il Resto del Carlino, che però tagliò la frase: «mi vergogno di essere italiano!».
L'11 febbraio 1969 i Palombari artificieri della Marina militare (del G.O.S. - Gruppo Operativo Subacquei appartenente al COM.SUB.IN. - Comando Subacqueo Incursori "Teseo Tesei"), demoliti i manufatti in muratura (cementizia e laterizia) e segati i raccordi tra i pali della struttura in acciaio dell'Isola delle Rose, la minarono con 75 kg di esplosivo per palo (675 kg in totale) per farla implodere e recuperarne i detriti (in quanto pericolosi per la pesca). Tuttavia, fatte brillare le cariche, l'isola resistette alla prima esplosione, in quanto i piloni portanti erano stati costruiti a cannocchiale e con l'esplosione si creava solo un'incavatura. Dopo due giorni, il 13 febbraio, vennero applicati per ogni palo 120 kg di esplosivo (1080 kg in totale) ma la nuova esplosione fece solo deformare la struttura portante dell'isola, senza farla cedere.
Il 26 febbraio, infine, una burrasca fece inabissare l'Isola delle Rose; l'atto finale venne comunicato nel Bollettino dei Naviganti dell'Emilia-Romagna.
A Rimini furono affissi dei manifesti a lutto, in cui si diceva:

### Dopo l'affondamento
L'affondamento e il successivo smantellamento durarono una quarantina di giorni, fino a circa metà aprile 1969.
Il 6 giugno 1969 Giorgio Zagari, dell'Avvocatura Generale dello Stato, scrisse la sua memoria per il Consiglio di Stato, che avrebbe dovuto deliberare definitivamente. Il 17 giugno la sesta sezione del Consiglio di Stato si riunì in udienza: le pretese di sovranità, indipendenza e diritti internazionali acquisiti dai proprietari della piattaforma erano infondate, in quanto i cittadini italiani, anche fuori dall'Italia, devono sottostare alle leggi statali (questo in estrema sintesi si evince dal saggio sulla Rivista di Diritto Internazionale del 1968).
Nel luglio 2009 sono stati ritrovati da Stefano Paganelli, titolare del club subacqueo Dive Planet Rimini, sul fondale marino al largo di Rimini, dopo anni di ricerche infruttuose di tanti sub della zona, alcuni resti della struttura metallica e dei muri.
Sempre nel 2009 è uscito il libro scritto da Giorgio Rosa L'Isola delle Rose (Persiani Editore) con allegato DVD con la sua video intervista, successivamente è uscito il documentario Isola delle Rose. Insulo de la Rozoj. La libertà fa paura, diretto da Stefano Bisulli e Roberto Naccari, che riporta testimonianze delle persone che hanno frequentato l'isola, dei militari che hanno partecipato alla demolizione e dello stesso ingegnere Rosa.

## Ordinamento e simboli della Repubblica
L'Isola delle Rose si era data un governo, formato da una Presidenza del Consiglio dei Dipartimenti e da cinque dipartimenti, suddivisi in divisioni e uffici. Vi era il Dipartimento Presidenza con a capo Antonio Malossi, il Dipartimento Finanze presieduto da Maria Alvergna, il Dipartimento Affari Interni con a capo Carlo Chierici, il Dipartimento dell'Industria e del Commercio capeggiato da Luciano Marchetti, il Dipartimento delle Relazioni con a capo l'avvocato Luciano Molè e infine il Dipartimento degli Affari Esteri, che aveva al vertice Cesarina Mezzini.
L'Isola delle Rose adottò uno stemma rappresentante tre rose rosse, con gambo verde fogliato, raccolte sul campo bianco di uno scudo sannitico, così come descritto dalla Costituzione. Da notare che lo stemma fu riprodotto sul bordo superiore dei foglietti filatelici e riprendeva gli stessi colori (verde, bianco e rosso) della bandiera italiana ma, invece di rappresentare quattro rose raccolte a bouquet, ne riportava solo tre.
Venne realizzata anche una bandiera di colore arancione caricata al centro dello stemma repubblicano. Inoltre fu adottato come "inno" Steuermann! Laß die Wacht! (in italiano «Timoniere! Smonta di guardia!)», cioè il Chor der Norwegischen Matrosen dalla prima scena del terzo atto de L'olandese volante di Richard Wagner.

## Lingua ufficiale
L'Isola delle Rose adottò come propria lingua ufficiale l'esperanto per sancire nettamente la propria sovranità e indipendenza dalla Repubblica Italiana, nonché per ribadire il carattere internazionale della nuova Repubblica.
Rosa non era un esperantista e la scelta dell'esperanto come lingua ufficiale gli fu consigliata da un esperantista bolognese, il padre francescano Albino Ciccanti, attivissimo a Rimini.
Si ricorda che dal 18 al 23 settembre 1965 si svolse a Rimini il 36º Congresso Nazionale della FEI, la Federazione Esperantista Italiana. Quest'evento dovette essere la molla comunicativa per la scelta (orientata da un attento marketing) dell'esperanto.
L'unico altro esempio di adozione dell'esperanto come lingua ufficiale di una micronazione si ebbe con il progetto di adozione per il "Territorio Libero di Moresnet", che si sarebbe dovuto trasformare nello "Stato Esperantista Indipendente di Amikejo".

## Moneta e francobolli

### Valuta
L'Isola delle Rose si dotò di una divisa monetaria per i francobolli: il Mill (al plurale Mills), che fu tradotto in esperanto come Milo (al plurale Miloj).
Il valore del Mill, all'epoca doveva essere corrispondente a un cambio 1:1, alla pari con la lira italiana: il minor valore di francobolli per posta ordinaria era di 30 Mills quando in Italia era di 30 lire, e i foglietti con 10 valori da 30 Mills, equivalenti quindi a 300 Mills, erano venduti a 300 lire, mentre i singoli francobolli da 30 Mills affrancati su busta e annullati con timbro e data a 150 lire.
Doveva esserci anche un valore "Ros", equivalente a 100 Mills/Miloj, quindi a 100 lire. Tuttavia questa divisa per le monete non fu mai attuata.
L'Isola delle Rose non "emise" mai, in conio e stampa, monete o banconote, anche se c'era l'intenzione di battere monete metalliche commemorative.

### Francobolli
L'Isola delle Rose "emise" un certo numero di francobolli (due serie in cinque emissioni):
- Prima serie 
  - Prima emissione (presumibilmente dal 1º maggio al 25 giugno 1968): un valore da 30 Mills con l'emittente in lingua esperanto Posto de la L.T. de la Insulo de la Rozoj (Posta del L.T. dell'Isola delle Rose), rappresentante la piattaforma e la posizione geografica dell'isola;
  - Seconda emissione (presumibilmente dal 1º maggio al 25 giugno 1968): un valore da 30 Mills, uguale alla prima emissione ma con una sbavatura su "L.T";
  - Terza emissione (presumibilmente dal 25 giugno 1968 all'11 febbraio 1969): furono usati francobolli della prima serie nella prima e nella seconda emissione, sovrimpressi al centro di ogni francobollo con un timbro a mano quadrato di gomma con inchiostro nero con la dicitura in esperanto Milita Itala Okupado (Occupazione Militare Italiana);
  - Quarta emissione (presumibilmente dal 25 giugno 1968 all'11 febbraio 1969): il timbro diventa circolare;
- Seconda serie
  - Quinta emissione (presumibilmente dall'11 febbraio 1969): 3 valori da 30, 60 e 120 Miloj (in esperanto), con l'emittente in lingua esperanto Poŝto Esperanta Respubliko Insulo Rozoj (Posta Repubblica Esperantista Isola Rose) – in esilio – rappresentante l'esplosione dell'isola, con un motoscafo battente una bandiera rossa, una fascetta nera di lutto e la dicitura in latino Hostium rabies diruit opus non ideam[24] (La violenza dei nemici distrusse l'opera non l'idea), la stampa risulta essere un po' sfocata.

Della prima e della seconda emissione furono emessi circa 5.000 esemplari, di cui venduti circa un migliaio. Della terza e della quarta emissione furono sovrastampati circa un centinaio di esemplari. Della quinta emissione furono emessi complessivamente circa 1.500 esemplari.
I francobolli dell'Isola delle Rose erano stampati su carta filigranata e gommata in foglietti da 10 valori (2 righe da 5 valori) l'uno.
L'annullo postale aveva l'iscrizione Verda Haveno (Porto Verde):
- Verda = "verde", è il colore tradizionale che il movimento esperantista ha assunto come proprio, poiché esso è simbolo di speranza;
- Haveno = "porto", indica l'approdo che la piattaforma realmente fungeva a oltre 10 chilometri dalla costa.

L'Ufficio Postale aveva sede in via Georges Bizet n. 3 sull'Isola delle Rose.

## Nella cultura di massa
- Nel 1998 l'isola è protagonista di una delle storie di Martin Mystère.[25] Un estratto della storia, unito ad alcuni approfondimenti, diverrà poi un albetto promozionale distribuito in occasione di Riminicomix 2010.
- Nel 2010 è stato prodotto il programma radiofonico tributo L'Isola delle Rose di Giuseppe Govinda[26], che si è aggiudicato il premio "Miglior format della stagione" al Festival delle Radio Universitarie 2011.[27]
- Nel 2011 l'americano Peter Thiel, uno degli ideatori del sistema di pagamento PayPal, rilanciò l'idea delle piattaforme marine, progettando di costruire per il mondo, in acque internazionali, isole artificiali senza legge da costituire come stato sovrano con dieci milioni di residenti divisi per un massimo di 270 abitanti per isola[28].
- Nel 2012 viene pubblicato il romanzo di Walter Veltroni L'isola e le rose, ispirato alla vicenda.
- Nel 2017 viene pubblicato La Libertà del Mare[29], il primo e unico libro illustrato per bambini dedicato all'Isola delle Rose. Testo di Salvatore Primiceri, illustrazioni di Ivan Zoni e Luca Giorgi. Il libro, edito da Primiceri Editore, viene presentato a Rimini durante la XXI edizione di Cartoon Club[30] alla presenza di Lorenzo Rosa, figlio dell'ingegnere Giorgio Rosa.
- Nel 2020 è uscito sulla piattaforma streaming Netflix un film, intitolato L'incredibile storia dell'Isola delle Rose e diretto da Sydney Sibilia[31], vincitore di tre David di Donatello.
- Nel 2023 esce come singolo un brano musicale di Blanco intitolato L'isola delle rose.[32]